# Runddysse von Sigerslevvester
Der Runddysse von Sigerslevvester liegt im Feld südwestlich von Sigerslevvester, östlich der Straße 211, nördlich von Frederikssund auf der dänischen Insel Seeland. Der Dolmen stammt aus der Jungsteinzeit etwa 3500–2800 v. Chr. und ist eine Megalithanlage der Trichterbecherkultur (TBK).
Vom 0,8 m hohen leicht ovalen Rundhügel von 9,0 × 8,0 m sind fünf Randsteine erhalten. Andere Steine liegen verstreut auf dem Hügel. Die Nordwest-Südost orientierte Kammer des Urdolmens besteht aus drei Tragsteinen (die vierte Seite ist offen) und dem überstehenden Deckstein. 
In der Nähe liegen die Ganggräber von Græse.